# Журавлёвка (Башкортостан)
Журавлёвка (баш. Журавлевка) — деревня в Меселинском сельсовете Аургазинского района Республики Башкортостан России.
С 2005 современный статус.

## История
Название происходит от  фамилии Журавлёв
Статус деревня, сельского населённого пункта, посёлок получил согласно Закону Республики Башкортостан от 20 июля 2005 года N 211-з «О внесении изменений в административно-территориальное устройство Республики Башкортостан в связи с образованием, объединением, упразднением и изменением статуса населенных пунктов, переносом административных центров», ст.1:

6. Изменить статус следующих населенных пунктов, установив тип поселения — деревня:
 
5)  в Аургазинском районе:…

т) поселка Журавлевка Меселинского сельсовета
По некоторым сведениям основано выходцами из с. Месели в 1929—1930 годах, однако в архивах Министерства обороны РФ Журавлевка указывается местом рождения военнослужащих, родившихся  в 1914—1917 годах.

## География
Расстояние до:
- районного центра (Толбазы): 20 км,
- центра сельсовета (Месели): 4 км,
- ближайшей железнодорожной станции (Стерлитамак): 30 км.

## Население
| 2002 | 2009 | 2010 |
| ---- | ---- | ---- |
| 44   | ↘19  | →19  |

Национальный состав
Согласно переписи 2002 года, преобладающая национальность — чуваши (84 %).